# Oficina Aalto
A Oficina Aalto (em finlandês: Alvar Aallon ateljee) é uma casa no bairro de Munkkiniemi, em Helsínquia, que Alvar Aalto projetou entre 1955 e 1956 para ser a oficina de seu escritório de arquitetura. Devido a um grande número de comissões, o escritório precisava de mais espaço para trabalhar. A oficina foi dita como um dos seus melhores edifícios da década de 1950. Perto da oficina há também a Villa Aalto, a casa (e escritório anterior) dos Aaltos. Tanto a oficina como a Villa são agora parte do Museu Alvar Aalto, e estão abertos ao público. A Academia Alvar Aalto e Museu Alvar Aalto - Departamento de Patrimônio Arquitetônico estão alojados na Oficina Aalto.

## Arquitetura
O edifício foi projetado para ser usado como o escritório de um arquiteto. Não é um edifício de escritório convencional. Aalto teria dito que "a arte arquitetônica não pode ser criada em um ambiente de escritório".
A fachada é construída em estilo simples, em alvenaria pintada de branco e levemente renderizada. A massa fechada do edifício esconde um jardim em forma de anfiteatro no pátio interior.
A massa esbelta da ala de escritório é em alvenaria pintada de branco, também levemente renderizada. A partir do espaço de trabalho no andar de cima, grandes janelas dão uma visão tanto para leste quanto para oeste.
Uma extensão foi construída em 1963, com uma cozinha e um espaço para refeições. Estes dois foram referidos como "a taverna". No pátio há um espaço com um pequeno anfiteatro.

## Museu
Alvar Aalto dirigiu o escritório até sua morte em 1976. Depois disso, o escritório continuou sob a liderança de Elissa Aalto até 1994. O edifício entrou na custódia da Fundação Alvar Aalto em 1984.